# Каменный уголь

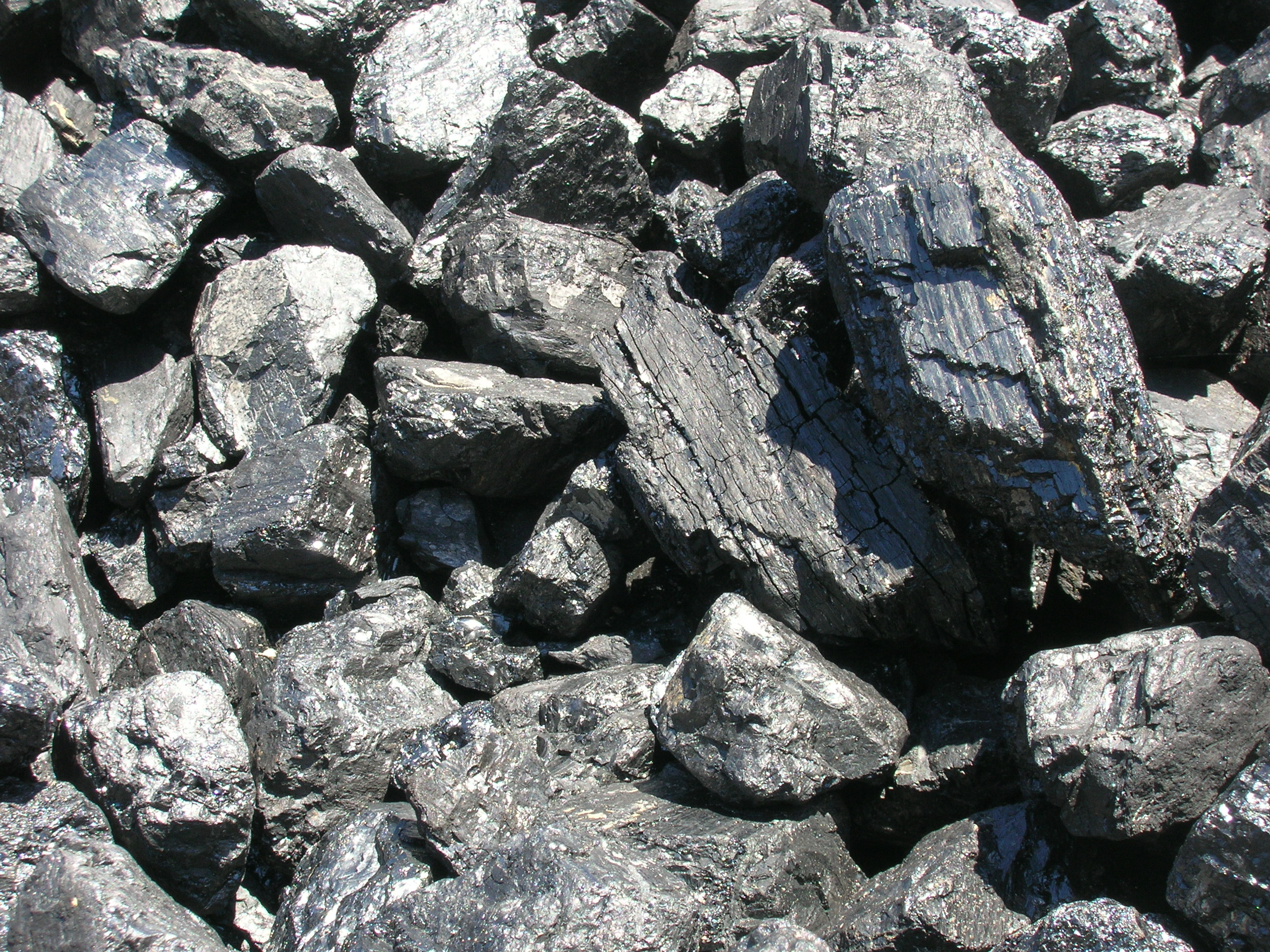
Каменный уголь

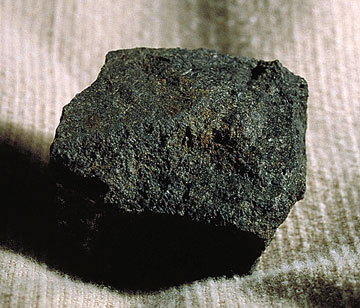
Битуминозный каменный уголь

Химическая структура угля

Ка́менный у́голь — твёрдое горючее полезное ископаемое, промежуточная по содержанию углерода форма угля между бурым углём и антрацитом.

## История
Каменный уголь был известен ещё в древнем мире. Первое упоминание о нём связывают с Аристотелем (IV век до н. э.). Несколькими десятилетиями позже, его ученик Теофраст Эресский в «Трактате о камне» писал:

«… Носят эти ископаемые вещества название антрацита (или угля) … они вспыхивают и горят подобно древесному углю…»

Древние римляне добывали каменный уголь для отопления на территории нынешней Великобритании. В I веке до н. э. в китайской провинции Юньнань уголь нагревали без доступа воздуха и получали кокс.

## Характеристика
Плотная порода чёрного, иногда серо-чёрного цвета. Блеск смоляной или металлический. В органическом веществе каменного угля содержится 75—92 % углерода, 2,5—5,7 % водорода, 1,5—15 % кислорода. Содержит 2—48 % летучих веществ. Влажность 1—12 %. Высшая теплота сгорания в пересчёте на сухое беззольное состояние 30,5—36,8 МДж/кг. Каменный уголь относится к гумолитам; сапропелиты и гумитосапропелиты присутствуют в виде линз и небольших слоёв.
Образование каменного угля характерно почти для всех геологических систем — от девона до неогена (включительно); он активно формировался в карбоне, перми, юре. Залегает уголь в форме пластов и линзовидных залежей различной мощности (от десятков сантиметров до нескольких десятков и сотен метров) на разных глубинах (от выходов на поверхность до 2500 м и глубже).
Каменный уголь характеризуется нейтральным составом органической массы. Он не реагирует со слабыми щелочами ни в обычных условиях, ни под давлением. Битумы каменного угля, в отличие от угля бурого, представлены преимущественно соединениями ароматической структуры. В каменном угле не обнаружены жирные кислоты и эфиры, мало соединений со структурой парафинов. Угольное вещество является неферромагнитным (диамагнитным), минеральные примеси характеризуются парамагнитными свойствами. Магнитная восприимчивость угля возрастает с увеличением их стадии метаморфизма. По своим тепловым свойствам каменный уголь приближается к теплоизоляторам.
Главные технологические свойства каменного угля, определяющие его ценность: спекаемость и коксовая способность. Стандартный показатель спекания — индекс Рога (RI) и толщина пластического слоя в аппарате Л. М. Сапожникова.

## Образование
Каменный уголь образуется из торфа, перемещённого на глубину и подвергшегося там изменениям в условиях высокого давления окружающих пород земной коры и сравнительно высокой температуры. Ранее считалось, что уголь образуется исключительно в результате физико-химических процессов, но, по данным, опубликованным в 2021 году, наиболее вероятный основной путь превращения растительных остатков (лигнита) в каменный уголь — метаногенез термофильными микроорганизмами, в частности, Methermicoccus shengliensis.
При погружении угленосной толщи на глубину в условиях повышения давления и температуры происходит последовательное превращение органической массы, изменение её химического состава, физических свойств и молекулярного строения. Все эти преобразования обозначаются термином «региональный метаморфизм угля». На конечной (высшей) стадии метаморфизма каменный уголь превращается в антрацит с ярко выраженной кристаллической структурой графита. Кроме регионального метаморфизма, иногда (реже) имеют место преобразования под воздействием тепла изверженных пород, расположенных рядом с угленосными толщами (перекрывающих или подстилающих их) — термальный метаморфизм, а также непосредственно в угольных пластах — контактовый метаморфизм. Рост степени метаморфизма в органическом веществе каменного угля прослеживается последовательным увеличением относительного содержания углерода и уменьшением содержания кислорода и водорода. Последовательно снижается выход летучих веществ (от 50 до 8 % в пересчёте на сухое беззольное состояние), изменяются также теплота сгорания, способность спекаться и физические свойства угля. В частности, линейно меняются блеск, отражательная способность, насыпная масса угля и другие свойства. Другие важные физические свойства (пористость, плотность, спекаемость, теплота сгорания, упругие свойства и другое) изменяются по ярко выраженным параболическим законам или смешанным.
Как оптический критерий стадии метаморфизма угля используется показатель отражательной способности; он применяется также и в нефтяной геологии для установления стадии катагенных преобразований осадочной толщи. Отражательная способность в масляной иммерсии (R0) последовательно возрастает от 0,5-0,65 % для угля марки Д до 2-2,5 % для угля марки Т.
Плотность и пористость каменного угля зависят от петрографического состава, количества и характера минеральных примесей и степени метаморфизма. Наибольшей плотностью (1300—1500 кг/м³) характеризуются компоненты группы фюзинита, наименьшей (1280—1300 кг/м³) — группы витринита. Изменение плотности с повышением степени метаморфизма происходит параболическим законом с инверсией в зоне перехода к группе жирных; в малозольных проявлениях она снижается от угля марки Д к марке Ж в среднем от 1370 до 1280 кг/м³ и затем последовательно возрастает для угля марки Т до 1340 кг/м³.
Общая пористость угля изменяется также по экстремальным законам; для донецкого угля марки Д она составляет 14—22 %, угля марки К 4—8 % и увеличивается (видимо, вследствие разрыхления) до 10—15 % для угля марки Т. Поры в угле разделяют на макропоры (средний диаметр 500×10−10 м) и микропоры (5-15×10−10 м). Промежуток занимают мезопоры. Пористость уменьшается с увеличением стадии метаморфизма. Эндогенная (развитая в процессе образования угля) трещиноватость, которая оценивается количеством трещин на каждые 5 см блестящего угля, зависит от стадии метаморфизма угля: она возрастает до 12 трещин при переходе бурого угля в длиннопламенный уголь и имеет максимум в 35-60 для коксующегося угля и последовательно уменьшается до 12-15 трещин при переходе к антрацитам. Подчинённые такой же закономерности изменения упругих свойств угля — модуль Юнга, коэффициент Пуассона, модуль сдвига (среза), скорость ультразвука. Механическая прочность каменного угля характеризуется его дробимостью, хрупкостью и твёрдостью, а также временным сопротивлением сжатию.

## Классификация, виды
Каменный уголь разделяют на блестящий, полублестящий, полуматовый, матовый. Как правило, блестящие виды угля малозольны вследствие незначительного содержания минеральных примесей.
Среди структур органического вещества угля выделено 4 типа (телинитовый, посттелинитовый, преколинитовый и колинитовый), которые являются последовательными стадиями единого процесса разложения лигнинов — целлюлозных тканей. К генетическим группам каменного угля, кроме этих четырёх типов, дополнительно включён лейптинитовый уголь. Каждая из пяти генетических групп по типу вещества микрокомпонентов угля разделена на соответствующие классы.
Существует много видов классификаций каменного угля: по вещественному составу, петрографическому составу, генетические, химико-технологические, промышленные и смешанные. Генетические классификации характеризуют условия накопления угля, вещественные и петрографические — его вещественный и петрографический состав, химико-технологические — химический состав угля, процессы формирования и промышленной переработки, промышленные — технологическое группировки видов угля в зависимости от требований промышленности. Классификации угля в пластах используются для характеристики угольных месторождений.

### Промышленная классификация угля
За основу промышленной классификации каменного угля в отдельных странах принимаются различные параметры свойств и состава угля: в США каменный уголь классифицируют по теплоте сгорания, содержанием связанного углерода и относительным содержанием летучих веществ, в Японии — по теплоте сгорания, так называемым топливным коэффициентам и прочностью коксов либо неспособностью к коксованию. В СССР в 1954 году как основная промышленная классификация действовала разработанная в 1930 году В. С. Крымом так называемая Донецкая классификация. Она называется иногда «марочной», одновременно является и генетической, поскольку положенные в её основу изменения свойств угля отражают их связь с генетическим развитием органического вещества угля.

## Залежи
| Страна         | Каменный уголь | Бурый уголь | Всего  | %     |
| -------------- | -------------- | ----------- | ------ | ----- |
| США            | 111338         | 135305      | 246643 | 27,1  |
| Россия         | 49088          | 107922      | 157010 | 17,3  |
| Китай          | 62200          | 52300       | 114500 | 12,6  |
| Индия          | 90085          | 2360        | 92445  | 10,2  |
| Австралия      | 38600          | 39900       | 78500  | 8,6   |
| Южная Африка   | 48750          | 0           | 48750  | 5,4   |
| Украина        | 16274          | 17879       | 34153  | 3,8   |
| Казахстан      | 28151          | 3128        | 31279  | 3,4   |
| Польша         | 14000          | 0           | 14000  | 1,5   |
| Бразилия       | 0              | 10113       | 10113  | 1,1   |
| Германия       | 183            | 6556        | 6739   | 0,7   |
| Колумбия       | 6230           | 381         | 6611   | 0,7   |
| Канада         | 3471           | 3107        | 6578   | 0,7   |
| Чехия          | 2094           | 3458        | 5552   | 0,6   |
| Индонезия      | 740            | 4228        | 4968   | 0,5   |
| Турция         | 278            | 3908        | 4186   | 0,5   |
| Мадагаскар     | 198            | 3159        | 3357   | 0,4   |
| Пакистан       | 0              | 3050        | 3050   | 0,3   |
| Болгария       | 4              | 2183        | 2187   | 0,2   |
| Таиланд        | 0              | 1354        | 1354   | 0,1   |
| Северная Корея | 300            | 300         | 600    | 0,1   |
| Новая Зеландия | 33             | 538         | 571    | 0,1   |
| Испания        | 200            | 330         | 530    | 0,1   |
| Зимбабве       | 502            | 0           | 502    | 0,1   |
| Румыния        | 22             | 472         | 494    | 0,1   |
| Венесуэла      | 479            | 0           | 479    | 0,1   |
| Всего          | 478771         | 430293      | 909064 | 100,0 |

Каменный уголь сосредоточен в Донецком каменноугольном бассейне и в Львовско-Волынском угольном бассейне (Украина); Карагандинском (Казахстан); Кузнецком, Печорском, Южно-Якутском, Минусинском, Буреинском, Тунгусском, Ленском, Таймырском (Россия); Аппалачском, Пенсильванском (Северная Америка), Нижнерейнско-Вестфальском (Рурском — Германия); Верхнесилезском, Остравско-Карвинском (Чехия и Польша); бассейне Шаньси (Китай), Южно-Валлийском бассейнах (Великобритания).
Среди крупнейших каменноугольных бассейнов, промышленная разработка которых началась в XVIII—XIX вв., выделяют Центральную Англию, Южный Уэльс, Шотландию и Ньюкасл (Великобритания); Вестфальский (Рур) и Саарбрюккенский бассейны (Германия); месторождения Бельгии и Северной Франции; бассейны Сент-Этьенна (Франция); Силезии (Польша); Донецкий бассейн (Украина).

## Международный рынок
В 2017 году уголь занял 16-е место среди наиболее торгуемых товаров на мировом внешнем рынке. Оборот оценивался в 122 млрд долл. США.
- Ведущие экспортёры (объём экспорта и импорта в скобках в млрд долларов):
  1. Австралия 39 % (47)
  2. Индонезия 16 % (18,9)
  3. Россия 13 % (16,1)
  4. США 8,7 % (10,6)
  5. Колумбия 6,3 % (7,63)
  6. ЮАР 5,1 % (6,23)
  7. Канада 4,6 % (5,66)
- Основные импортёры
  1. Япония 16 % (19,5)
  2. Индия 16 % (19,4)
  3. Китай 15 % (17,8)
  4. Южная Корея 11 % (13,3)

## Использование
Каменный уголь используется как технологическое, энерго-технологическое и энергетическое сырьё, при производстве кокса и полукокса в связи с получением из них большого количества химических продуктов (нафталин, фенол, пек и так далее), на основе которых получают удобрения, пластмассы, синтетические волокна, лаки, краски и так далее.
Одно из самых перспективных направлений использования каменного угля — сжижение (гидрогенизация угля) с получением жидкого топлива. Существуют различные схемы неэнергетического использования каменного угля на основе термохимической, химической и другой переработки с целью их полного комплексного использования и обеспечения охраны окружающей среды.

## Экологический аспект
Сжигание угля вносит заметный вклад в глобальное потепление. Существует мнение, что для того, чтобы избежать опасных климатических изменений, необходимо запретить добычу некоторой части углеводородов. В особенности, это касается угля. В числе стран, которым следует полностью отказаться от угледобычи называются Китай, Россия и США.